# Redhill (Australie)
Pour les articles homonymes, voir Redhill.
Redhill est une localité d'Australie Méridionale, situé au bord de la Broughton River (en) au nord d'Adélaïde.
Sa population était de 217 habitants en 2006.